# Minas (Uruguai)
Minas é uma cidade do Uruguai, sendo a capital e cidade mais populosa do Departamento de Lavalleja, tendo cerca de 39 mil habitantes.

## Geografia
Minas encontra-se ao sul do departamento, próximo ao rio San Francisco, um afluente do rio Santa Lucia, cercado pelas colinas de Verdún e Cerro Artigas e entre as serras de Minas e de Carapé, tendo um clima subtropical úmido.

## Economia
Sua economia esta mais centrado no setor de serviços e no turismo, devido sua localização perto da serra e suas edificações antigas, como a catedral da cidade, a confetearia entre outros.